# 吉田知那美
吉田 知那美（よしだ ちなみ、1991年7月26日 - ）は、日本のカーリング選手。ロコ・ソラーレ所属。2014年ソチオリンピック日本代表、2018年平昌オリンピック銅メダリスト、2022年北京オリンピック銀メダリスト。チームメイトに実妹の吉田夕梨花がいる。愛称は、「てっちな」「ちな、ちい、ちーたん、ティナ」。

## 人物
北海道常呂郡常呂町（現：北見市）出身。常呂町が日本カーリングの本場でもある環境もあり、常呂町にカーリングを伝えた小栗祐治に誘われ小学校2年からカーリングを始め、4年次から大会に出るようになる。
北見市立常呂中学校入学後、2歳年下の実妹である吉田夕梨花、同級生の小野寺佳歩・鈴木夕湖らと共に『常呂中学校ROBINS』を結成しスキップを務める。2006年3月の日本カーリング選手権に常呂中学校ROBINSが出場した際には2006年トリノオリンピック日本代表でもあった『チーム青森』に予選リーグで勝ち星を挙げるなど中学生旋風を起こした。
中学卒業後は北海道網走南ヶ丘高等学校へ進学。常呂中学校時代の仲間と共に『常呂中学校ROBINS』からチーム名を『常呂JJ』に改め、引き続き同じチームでプレー。しかしメンバーの進学先が異なっていたこともあり、チーム練習の時間が思うように取れず、中学校時代のような成績を挙げることは出来なかった。
高等学校卒業後にバンクーバー（カナダ）へ留学。当初の留学目的は語学研修だったが、現地での下宿先が日系人カーリングコーチであるミキ・フジ・ロイ邸であったこともあり、改めてカーリングを学び直す。
日本へ帰国後、故郷の先輩であり、日本代表として二大会連続五輪出場の実績を持つ小笠原歩からの誘いを受け、北海道銀行フォルティウスに加入。北海道銀行嘱託行員として銀行業務の仕事もこなしながらのプレーであった。フォルティウスでは主にリード（先鋒）を務めていた。この間、中高生時代の仲間で愛知県の中京大学に進学していた小野寺もフォルティウスに加入、再びチームメイトとなる。
2013年12月のソチオリンピック世界最終予選に臨みオリンピック出場決定戦でノルウェーに逆転勝ちし、オリンピック出場を決めた。このときフィフス（リザーブ）であった吉田は、「（出番がくるのは日本のピンチなので）最後まで出番がなくてよかったです」と笑顔で話した。
2014年2月のソチオリンピックでは競技開幕直前に小野寺がインフルエンザにかかったため、代わってセカンドを務めた。以後予選リーグ9試合中8試合（リード2試合、セカンド6試合）に出場し5位入賞に貢献した。
ところが、ソチオリンピックの日程終了後、まだソチの選手村にいる段階で北海道銀行フォルティウスからの戦力外通告を受けた（最終戦終了後、五輪公園の会議室で通告されたという。）。翌月3月で北海道銀行を退職。吉田自身が「何もない状態で帰って来ました」という失意のもと郷里の常呂へと戻った。無所属となり、大きなショックを受け一度カーリングから離れる決断もしていたが、地元の先輩である本橋麻里から「一緒に日本代表を目指してもう一回やろう」と誘いを受ける。当初は断ったが、熟慮の末に同年6月から本橋が率いるチーム、ロコ・ソラーレに加入した。チーム参加を決断した際には「人生を賭けて、このチームで終わってもいいと思うくらいの覚悟でもう一度戦おうと思いました」という。勤務先はネッツトヨタ北見で、オフシーズンには系列の携帯電話販売店での接客業務などを担当する。
ロコ・ソラーレでは主にサードを務め、2016年世界女子カーリング選手権大会で準優勝。
2018年2月の平昌オリンピックにサードで全試合出場し、日本勢で初めて予選を4位で突破した。準決勝では韓国に敗れたが、イギリスとの3位決定戦を制し、オリンピックで日本のカーリング史上初のメダルとなる銅メダルを獲得した。
2018年4月に開催されるワールドカーリングツアーのハンプティーズチャンピオンズカップではスキップの藤澤五月が同時期に開催されるミックスダブルス世界選手権に出場する為、藤澤の代役でスキップを務めた。
2022年2月の北京オリンピックでは、決勝に進出するもイギリスに敗れ、前回平昌大会を上回る銀メダルを獲得した。
2023年1月のグランドスラム・カナディアンオープンで、アジアのチームとして史上初となるグランドスラム優勝を果たした。
2023年2月の日本選手権で優勝し、ロコ・ソラーレとして初の連覇を達成した。

## エピソード
- 血液型はA型。 三姉妹の次女[注 1]。長姉は同じくカーリング選手で北海道コンサドーレ札幌に所属する松村雄太[注 2]に嫁いでいる。ちなみに松村は末妹・夕梨花とミックスダブルスカーリングのペアを組んでいる[23]。
- 初めてカーリング選手になりたいと思ったのは、テレビでトリノオリンピックに出場していた小笠原歩（当時小野寺歩）を見た時だと自身のInstagramに書いている[24]。また、ジュニア時代に「私と一緒にやるときまでに強くなってなさいよ」と小笠原に声をかけられたのを励みにカーリングを続け、そのことが小笠原の耳に入ったことが、小笠原に北海道銀行フォルティウスに誘われるきっかけになったという[6]。
- 憧れていたカーリング選手はスイスのミリアム・オットで、高校時代には手紙を送り、返信を貰ったことがある。ソチオリンピック出場時にはその手紙を持参して、オットのスイスと対戦して勝利した[6][25]。
- 一人旅が趣味であり、また遠征先では時間があればカフェでくつろいでいる[26][27]。上述の2014年ソチ五輪大会中に戦力外通告を受けた時には「リンクに上がることさえ嫌（になる状態になった）」「思い出すと涙が出る悔しさ」とのことだが、金沢・富山・軽井沢・東京と一人旅を続ける中でさまざまな出会いを得て、「自分の人生はまだまだこれからだ」と自信を取り戻すことができたという[11][12]。2017年末には中部電力カーリング部・清水絵美と箱根温泉に宿泊、平昌五輪前の最後のオフを楽しんだ[27]。
- 「自己表現がうまいムードメーカー」である性格を持っている[12]。また自身を「運と勘と縁で生きている」と表現したことがある[28]。
- 常呂中学での担任は、後に2015年からチームメイトとなる藤澤五月の父だった[29]。
- 平昌オリンピック準決勝の韓国戦で、試合開始前に行われる選手紹介の際に国際映像のカメラに向かって、アニメ『ラブライブ!』に登場するキャラクター・矢澤にこの決めポーズでもある「にっこにっこにー!」を披露したことからTwitterで「にっこにっこ（にー）」がトレンド入りし、矢澤の声優を担当する徳井青空も反応するなど話題になった[30][31]。この「にっこにっこにー!」は、試合前に長姉がLINEで指示したもので、本人が矢澤のファンであることが理由の一つであるというが、「予選リーグの終盤（イギリス戦、スイス戦）から（知那美の）調子が思わしくなく、笑顔も消えがちだったので、リラックスしてほしかったです」というのも理由の一つであったという[32]。
- 平昌オリンピックでは試合中の戦術検討時に明るく発する「そだねー」が大きな話題になり、チームが「そだねージャパン」の愛称で呼ばれた。その明るさは、チームのムードメーカーである吉田が作り出している部分も大きい[33][34]。
- 愛車はトヨタ・RAV4（5代目・アドベンチャー）である。本人のInstagramにしばしば登場する[35]。
- 2022年7月26日、全日本スキー連盟アルペンスキーコーチの河野恭介との結婚を発表した[36]。

## チーム

### 4人制女子
| シーズン | フォース   | サード     | セカンド   | リード       | リザーブ     | 主な大会                               |
| -------- | ---------- | ---------- | ---------- | ------------ | ------------ | -------------------------------------- |
| 2005–06  | 吉田知那美 | 中川ともな | 小野寺佳歩 | 鈴木夕湖     | 小笠原茉由   |                                        |
| 2006–07  | 吉田知那美 | 小野寺佳歩 | 吉田夕梨花 | 鈴木夕湖     |              |                                        |
| 2007–08  | 吉田知那美 | 小野寺佳歩 | 吉田夕梨花 | 鈴木夕湖     | 小笠原茉由   |                                        |
| 2008–09  | 吉田知那美 | 吉田夕梨花 | 小野寺佳歩 | 鈴木夕湖     | 小笠原茉由   |                                        |
| 2009–10  | 吉田知那美 | 吉田夕梨花 | 小野寺佳歩 | 鈴木夕湖     |              |                                        |
| 2011–12  | 小笠原歩   | 船山弓枝   | 小野寺佳歩 | 苫米地美智子 | 吉田知那美   |                                        |
| 2012–13  | 小笠原歩   | 船山弓枝   | 小野寺佳歩 | 吉田知那美   | 苫米地美智子 |                                        |
| 2013–14  | 小笠原歩   | 船山弓枝   | 小野寺佳歩 | 苫米地美智子 | 吉田知那美   | PACC 2013, OQE, OG 2014                |
| 2014–15  | 本橋麻里   | 吉田知那美 | 鈴木夕湖   | 吉田夕梨花   | 馬渕恵       |                                        |
| 2015–16  | 藤澤五月   | 吉田知那美 | 鈴木夕湖   | 吉田夕梨花   | 石崎琴美     | PACC 2015                              |
| 2015–16  | 藤澤五月   | 吉田知那美 | 鈴木夕湖   | 吉田夕梨花   | 本橋麻里     | WWCC 2016                              |
| 2016–17  | 藤澤五月   | 吉田知那美 | 鈴木夕湖   | 吉田夕梨花   | 本橋麻里     | PACC 2016                              |
| 2016–17  | 藤澤五月   | 本橋麻里   | 吉田知那美 | 吉田夕梨花   | 鈴木夕湖     | AWG 2017                               |
| 2017–18  | 藤澤五月   | 吉田知那美 | 本橋麻里   | 吉田夕梨花   | 鈴木夕湖     | PACC 2017                              |
| 2017–18  | 藤澤五月   | 吉田知那美 | 鈴木夕湖   | 吉田夕梨花   | 本橋麻里     | OG 2018                                |
| 2018–19  | 藤澤五月   | 吉田知那美 | 鈴木夕湖   | 吉田夕梨花   | 石崎琴美     | PACC 2018                              |
| 2018–19  | 藤澤五月   | 吉田知那美 | 鈴木夕湖   | 吉田夕梨花   | JCC 2019     |                                        |
| 2019–20  | 藤澤五月   | 吉田知那美 | 鈴木夕湖   | 吉田夕梨花   |              | TC 2019                                |
| 2020–21  | 藤澤五月   | 吉田知那美 | 鈴木夕湖   | 吉田夕梨花   | 石崎琴美     | JCC 2021                               |
| 2021–22  | 藤澤五月   | 吉田知那美 | 鈴木夕湖   | 吉田夕梨花   | 石崎琴美     | JOCT 2021, OQE 2021, OG 2022, JCC 2022 |
| 2022–23  | 藤澤五月   | 吉田知那美 | 鈴木夕湖   | 吉田夕梨花   | 石崎琴美     | PCCC2022, JCC 2023                     |
| 2023–24  | 藤澤五月   | 吉田知那美 | 鈴木夕湖   | 吉田夕梨花   | 石崎琴美     | JCC 2024                               |
| 2024-25  | 藤澤五月   | 吉田知那美 | 鈴木夕湖   | 吉田夕梨花   |              | JCC 2025                               |

### ミックスダブルス
| シーズン | 女性       | 男性     | 主な大会   |
| -------- | ---------- | -------- | ---------- |
| 2017–18  | 吉田知那美 | 清水徹郎 | JMDCC 2018 |
| 2019–20  | 吉田知那美 | 清水徹郎 | JMDCC 2020 |
| 2020–21  | 吉田知那美 | 清水徹郎 | JMDCC 2021 |
| 2022–23  | 吉田知那美 | 清水徹郎 | JMDCC 2023 |

## 戦績
| 大会                     | 大会                     | 05–06 | 06–07 | 07–08 | 08–09 | 09–10 | 10–11 | 11–12 | 12–13 | 13–14 | 14–15 | 15–16 | 16–17 | 17–18 | 18–19 | 19–20 | 20–21 | 21–22 | 22–23 | 23–24 |
| 4人制                    | 4人制                    | 4人制 | 4人制 | 4人制 | 4人制 | 4人制 | 4人制 | 4人制 | 4人制 | 4人制 | 4人制 | 4人制 | 4人制 | 4人制 | 4人制 | 4人制 | 4人制 | 4人制 | 4人制 | 4人制 |
| ------------------------ | ------------------------ | ----- | ----- | ----- | ----- | ----- | ----- | ----- | ----- | ----- | ----- | ----- | ----- | ----- | ----- | ----- | ----- | ----- | ----- | ----- |
| 冬季オリンピック         | 冬季オリンピック         |       |       |       |       |       |       |       |       | 5     |       |       |       | 3     |       |       |       | 2     |       |       |
| 世界選手権               | 世界選手権               |       |       |       |       |       |       |       |       |       |       | 2     |       |       |       | ×     |       |       |       |       |
| ワールドカップ           | 第1節                    |       |       |       |       |       |       |       |       |       |       |       |       |       | 4     |       |       |       |       |       |
| ワールドカップ           | 第2節                    |       |       |       |       |       |       |       |       |       |       |       |       |       | 1     |       |       |       |       |       |
| ワールドカップ           | 第3節                    |       |       |       |       |       |       |       |       |       |       |       |       |       |       |       |       |       |       |       |
| ワールドカップ           | 最終節                   |       |       |       |       |       |       |       |       |       |       |       |       |       | 4     |       |       |       |       |       |
| パシフィックアジア選手権 | パシフィックアジア選手権 |       |       |       |       |       |       |       |       | 3     |       | 1     | 3     | 2     | 2     |       | ×     |       |       |       |
| アジア冬季大会           | アジア冬季大会           |       |       |       |       |       |       |       |       |       |       |       | 3     |       |       |       |       |       |       |       |
| 日本選手権               | 日本選手権               | 3     | 3     | 5     | 6     |       |       | 4     | 2     | 2     | 2     | 1     | 2     |       | 2     | 1     | 2     | 1     | 1     | 4     |
| 北海道選手権             | 北海道選手権             | 2     | 1     | 3     | 2     |       |       | 1     | 3     |       | 1     |       |       |       |       |       |       |       |       |       |
| 日本ジュニア選手権       | 日本ジュニア選手権       |       |       |       | 3     |       | 2     |       |       |       |       |       |       |       |       |       |       |       |       |       |
| ミックスダブルス         |                          |       |       |       |       |       |       |       |       |       |       |       |       |       |       |       |       |       |       |       |
| 日本選手権               | 日本選手権               |       |       |       |       |       |       |       |       |       |       |       |       | 3     |       | 3     | Q     |       | 5T    |       |

### オリンピック
- 2014年ソチオリンピック：5位（北海道銀行フォルティウス／日本代表）
- 2018年平昌オリンピック： 銅メダル（LS北見／日本代表）
- 2022年北京オリンピック： 銀メダル（ロコ・ソラーレ／日本代表）

### 世界選手権
- 2016年世界女子カーリング選手権： 銀メダル（LS北見／日本代表）

### ワールドカップ
- カーリング・ワールドカップ（2018–19年シーズン第1節）：4位（ロコ・ソラーレ／日本代表）
- カーリング・ワールドカップ（2018–19年シーズン第2節）： 金メダル（ロコ・ソラーレ／日本代表）
- カーリング・ワールドカップ（2018–19年シーズン最終節）：4位（ロコ・ソラーレ／日本代表）

### パンコンチネンタル選手権
- 2022年パンコンチネンタルカーリング選手権： 金メダル（ロコ・ソラーレ／日本代表）

### パシフィックアジア選手権
- 2013年パシフィックアジアカーリング選手権： 銅メダル（北海道銀行フォルティウス／日本代表）
- 2015年パシフィックアジアカーリング選手権： 金メダル（LS北見／日本代表）
- 2016年パシフィックアジアカーリング選手権： 銅メダル（LS北見／日本代表）
- 2017年パシフィックアジアカーリング選手権： 銀メダル（LS北見／日本代表）
- 2018年パシフィックアジアカーリング選手権： 銀メダル（ロコ・ソラーレ／日本代表）

### 日本選手権
- 第23回日本カーリング選手権（2006年）： 銅メダル（常呂中学校ROBINS）
- 第24回日本カーリング選手権（2007年）： 銅メダル（常呂中学校ROBINS）
- 第25回日本カーリング選手権（2008年）：5位（常呂JJ）
- 第26回日本カーリング選手権（2009年）：6位（チーム常呂）
- 第29回日本カーリング選手権（2012年）：4位（北海道銀行フォルティウス）
- 第30回日本カーリング選手権（2013年）： 銀メダル（北海道銀行フォルティウス）
- 第31回日本カーリング選手権（2014年）： 銀メダル（北海道銀行フォルティウス）
- 第32回日本カーリング選手権（2015年）： 銀メダル（LS北見）
- 第33回日本カーリング選手権（2016年）： 金メダル（LS北見）
- 第34回日本カーリング選手権（2017年）： 銀メダル（LS北見）
- 第35回日本カーリング選手権（2018年）：不参加
- 第36回日本カーリング選手権（2019年）： 銀メダル（ロコ・ソラーレ）
- 第37回日本カーリング選手権（2020年）： 金メダル（ロコ・ソラーレ）
- 第38回日本カーリング選手権（2021年）： 銀メダル（ロコ・ソラーレ）
- 第39回日本カーリング選手権（2022年）： 金メダル（ロコ・ソラーレ）
- 第40回日本カーリング選手権（2023年）： 金メダル（ロコ・ソラーレ）
- 第41回日本カーリング選手権（2024年）：4位（ロコ・ソラーレ）

### ミックスダブルス
- 第11回日本ミックスダブルスカーリング選手権（2018年）： 銅メダル（吉田・清水）
- 第13回日本ミックスダブルスカーリング選手権（2020年）： 銅メダル（吉田 清水）
- 第14回日本ミックスダブルスカーリング選手権（2021年）：予選敗退（吉田・清水）
- 第16回日本ミックスダブルスカーリング選手権（2023年）：準々決勝敗退（吉田・清水）

### ワールドカーリングツアー

#### グランドスラム
ワールドカーリングツアーにおける最高峰の大会シリーズであるグランドスラムの成績。
| 略語の説明 | 略語の説明         |
| ---------- | ------------------ |
| C          | 優勝               |
| F          | 準優勝             |
| SF         | ベスト4            |
| QF         | ベスト6・ベスト8   |
| R16        | ベスト16           |
| Q          | 予選敗退           |
| T2         | ティア2（2部）出場 |
| DNP        | 大会不参加         |
| N/A        | 開催せず           |

| 大会 / シーズン      | 2017–18 |
| -------------------- | ------- |
| チャンピオンズカップ | Q       |

- 2016年チャンピオンズカップ：予選敗退（LS北見）
- 2018年プレーヤーズ選手権：ベスト8（LS北見）
- 2018年チャンピオンズカップ：予選敗退（LS北見）
- 2018年マスターズ：予選敗退（ロコ・ソラーレ）
- 2018年ナショナル：ベスト8（ロコ・ソラーレ）
- 2019年カナディアン・オープン：予選敗退（ロコ・ソラーレ）
- 2019年プレーヤーズ選手権：ベスト8（ロコ・ソラーレ）
- 2019年マスターズ：ベスト8（ロコ・ソラーレ）
- 2019年ツアーチャレンジ：ベスト4（ロコ・ソラーレ）
- 2019年ナショナル：ベスト4（ロコ・ソラーレ）
- 2020年カナディアン・オープン：ベスト4（ロコ・ソラーレ）
- 2021年チャンピオンズカップ：ベスト8（ロコ・ソラーレ）
- 2021年プレーヤーズ選手権：ベスト8（ロコ・ソラーレ）
- 2021年ナショナル：予選敗退（ロコ・ソラーレ）
- 2021年マスターズ：予選敗退（ロコ・ソラーレ）
- 2022年プレーヤーズ選手権：ベスト8（ロコ・ソラーレ）
- 2022年ナショナル：ベスト4（ロコ・ソラーレ）
- 2022年ツアーチャレンジ：予選敗退（ロコ・ソラーレ）
- 2022年マスターズ：予選敗退（ロコ・ソラーレ）
- 2023年カナディアン・オープン：優勝（ロコ・ソラーレ）

### その他

#### アジア冬季競技大会
- 2017年アジア冬季競技大会： 銅メダル（LS北見／日本代表）

#### 北海道選手権
- 第25回北海道カーリング選手権（2006年）： 銀メダル（常呂中学校ROBINS）
- 第26回北海道カーリング選手権（2007年）： 金メダル（常呂中学校ROBINS）
- 第27回北海道カーリング選手権（2008年）： 銅メダル（常呂JJ）
- 第28回北海道カーリング選手権（2009年）： 金メダル（チーム常呂）
- 第31回北海道カーリング選手権（2012年）： 金メダル（北海道銀行フォルティウス）
- 第32回北海道カーリング選手権（2013年）： 銅メダル（北海道銀行フォルティウス）
- 第34回北海道カーリング選手権（2015年）： 金メダル（LS北見）

#### ジュニア
- 第17回日本ジュニアカーリング選手権（2008年）： 銅メダル（常呂JJ）
- 第19回日本ジュニアカーリング選手権（2010年）： 銀メダル（チーム常呂）